# Stiftelsen Göteborgsfontänen
Stiftelsen Göteborgsfontänen är en svensk stiftelse vars ändamål är att "förebygga återintagningar vid psykiatriska sjukhus". Stiftelsen i Göteborg är en av 15 Fontänhus i Sverige. 

## Verksamhet
Fontänhusen bygger på en arbetsinriktad rehabiliteringsmodell där medlemmarna aktivt deltar i verksamhetens dagliga drift. Arbetsuppgifterna inkluderar bland annat matlagning, städning, underhåll av lokaler, bemanning av receptionen, posthantering, uppdatering av digitala plattformar, bokföring samt mottagande av besökare. Samtliga uppgifter utförs i samarbete mellan medlemmar och handledare.
Fontänhusen är självstyrande och organiserade som ideella föreningar. De är inte under direkt styrning av politiska instanser eller myndigheter, men får ekonomiskt stöd genom bidrag från kommuner, regioner och Socialstyrelsen. Verksamheten bedrivs utan kommersiella inslag och erbjuder inga tjänster mot betalning.

## Historia
Fontänhuset i Göteborg grundades 1991 som det andra Fontänhuset i Sverige. Åren 2009–2010 hade stiftelsen 581 medlemmar varav 150 aktiva. Fram till 2023 hade antalet medlemmar ökat till 1 313 stycken. År 2024 uppgick stiftelsens tillgångar till strax över 14 miljoner kronor.

## Finansiering
Innan psykiatrireformen 1995 finansierades verksamheten inom Fontänhuset främst av landstinget, därefter - åtminstone fram till 2006- har verksamheten främst finansierats av kommunerna.